# Can Móra (Barcelona)
|  | Aquest article tracta sobre l'edifici al municipi de Barcelona. Si cerqueu altres llocs a la província de Barcelona, vegeu «Can Mora». |

Can Móra (també escrit Mora), és una casa pairal al barri del Carmel de Barcelona catalogada com a bé cultural d'interès local. Actualment hi ha una residència per a gent gran.

## Història
Fou propietat de Josep Maria Marcet i Coll, que va ser alcalde de Sabadell durant molts anys i cedí la finca per a instal·lar-hi una escola per a nens discapacitats psíquics.

## Descripció
Està situada en un paratge proper a la parròquia de la Mare de Déu del Coll, entre el Parc Güell i el Parc de la Creueta del Coll, en el vessant oest del Turó del Carmel, que durant segles es digué de Can Móra, abans d'adoptar el nom actual al segle xix.

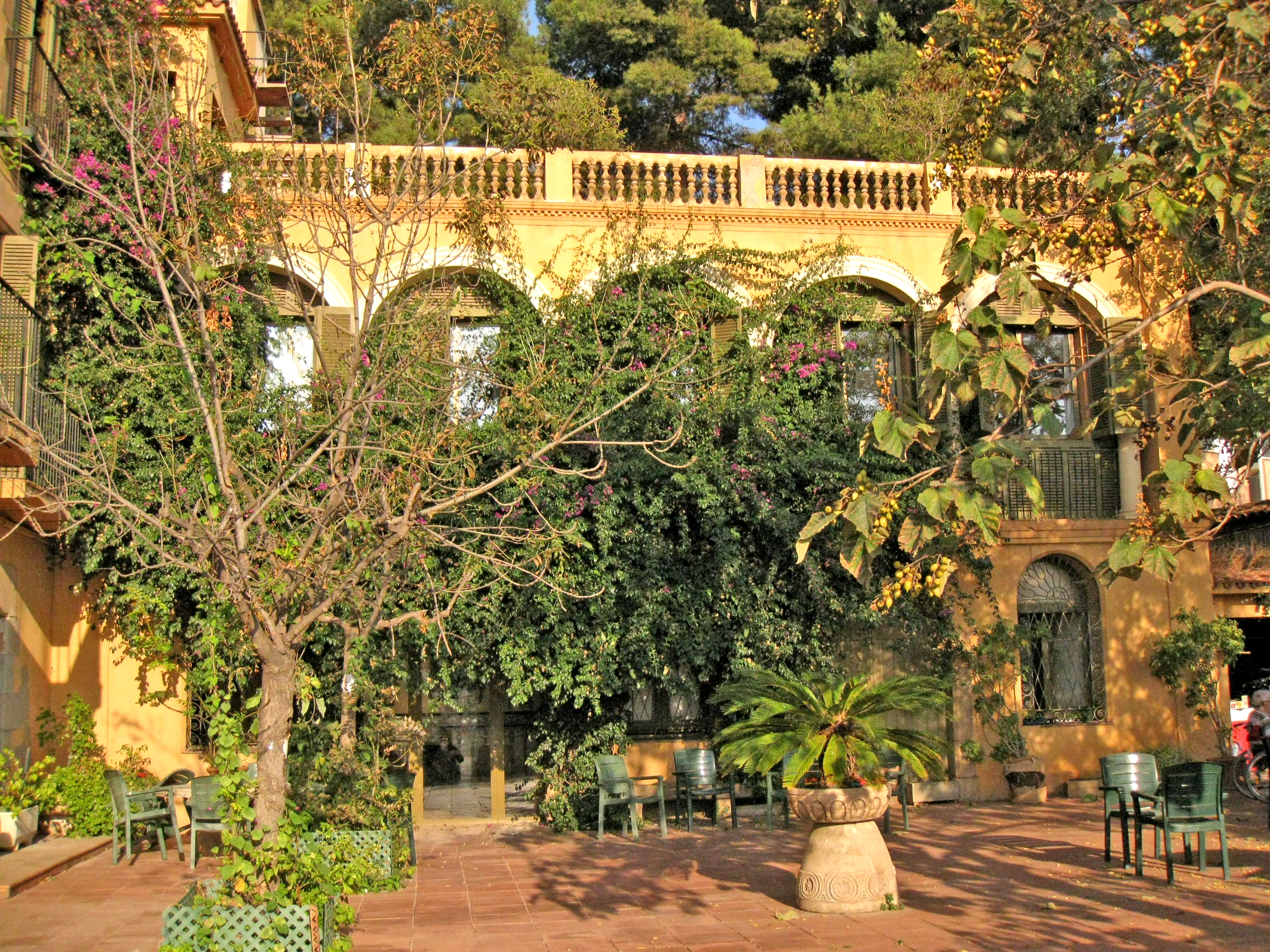
Vista del cos afegit posteriorment, amb la galeria d'arcades

És una masia de tres crugies amb planta baixa, dues plantes pis i golfes a la crugia central, amb teulada sobre-elevada. De planta quadrada, disposa d'un cos afegit de doble alçada a la dreta de la façana. L'espai entre aquest cos i la construcció primitiva configura un pati, pel qual s'hi accedeix. L'accés principal dona pas a una zona de vestíbul que conté l'escala d'accés als nivells superiors. Actualment s'ha habilitat una nova escala amb ascensor a la crugia dreta que sobresurt en teulada sense veure's des del carrer.
La façana estructura les seves obertures en eixos verticals, un per crugia, de forma simètrica i equilibrada. Les obertures són balconeres amb llosanes d'obra amb estructura d'elements metàl·lics. Aquesta composició està coronada per la finestra de les golfes que queda ressaltada per la teulada sobre-elevada. Tots els emmarcaments són de carreus de pedra tallada sense decoracions. El cos annex de la dreta té dues plantes, amb dependències auxiliars a sota i un pis amb galeria d'arcades amb terrat pla i barana de balustres. A la façana oest i sud l'arcada forma una llotja amb arcs de mig punt sostingudes per columnes.
La façana posterior repeteix el mateix esquema però disposa de finestres en comptes de balconeres. La façana ponent presenta dues finestres i dues balconeres sense volada.
Les cobertes són inclinades de teula àrab formant les típiques vessants de les masies catalanes. Als perímetres es formen els ràfecs amb canals de desguàs formats per tortugades al final de les pendents. Perimetralment trobem dos nivells de línies de maons alternats amb un de caps de teula arrenglerats.
Cal destacar la sobrietat de tots els elements del cos original, propi de l'arquitectura popular de les masies catalanes, creant una imatge sòlida i equilibrada. Contrasta amb aquesta ponderació, el llenguatge neoclàssic del cos annex amb la seva llotja italianitzada i el domini del buit sobre el ple.